# Indiens damlandslag i landhockey

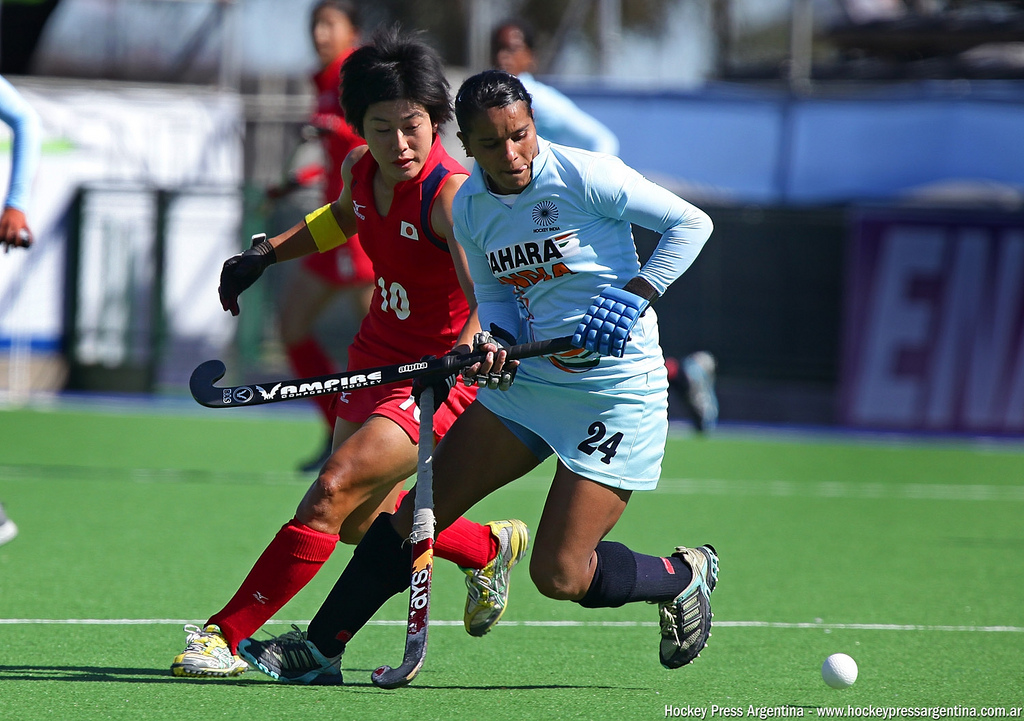
Indien-Japan vid världsmästerskapet 2010 i Rosario.

Indiens damlandslag i landhockey (engelska: India women's national field hockey team) representerar Indien i landhockey på damsidan. Laget slutade på fjärde plats i 1980 års olympiska turnering. samt i världsmästerskapet 1974.

### Fotnoter
1. ↑  Todor Krastev (19 mars 1980). ”Women Hockey XX Olympic Games 1980 Moskva (URS) - 25-31.07 Winner Zimbabwe” (på engelska). Sport Statistics. Arkiverad från originalet den 29 juni 2015. https://web.archive.org/web/20150629055125/http://todor66.com/hockey/field/Olympic/Women_1980.html. Läst 27 juli 2015.
2. ↑  Todor Krastev (19 mars 1974). ”Women Field Hockey World Cup 1974 Mandelliu (FRA) - 17-24.03 Winner Netherlands” (på engelska). Sport Statistics. Arkiverad från originalet den 4 mars 2016. https://web.archive.org/web/20160304205727/http://www.todor66.com/hockey/field/World/Women_1974.html. Läst 27 juli 2015.